# Велика награда Мађарске 2008.
Велика награда Мађарске 2008. године је била трка у светском шампионату Формуле 1 2008. године која се одржала на аутомобилској стази у Будимпешти, 3. августа 2008. године.
Победник је био Хаики Ковалаинен, другопласирани Тимо Глок, док је трку као трећепласирани завршио Кими Раиконен.